# Creme 21 (Marke)

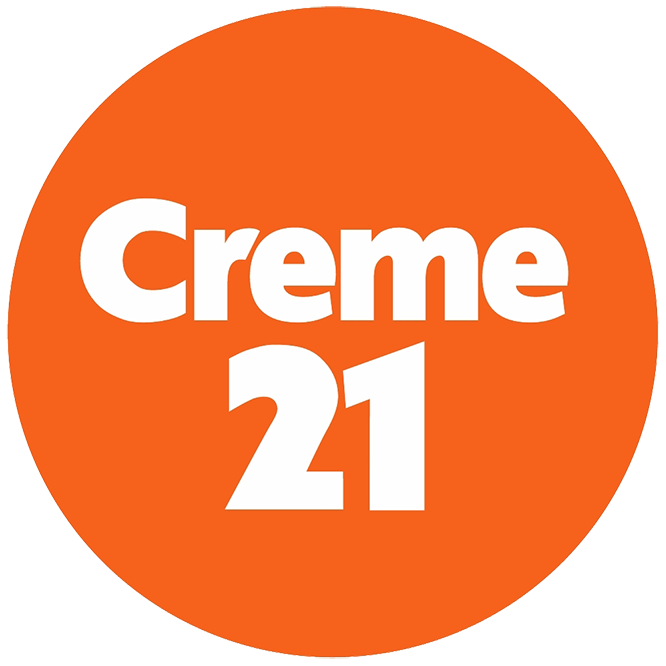
Logo der Marke Creme 21

Creme 21 war eine Kosmetikmarke von Henkel, die heute ein eigenständiges Produkt ist. Bekannt wurde sie in den 1970er Jahren durch eine Werbekampagne, die laut Hersteller zum ersten Mal nackte Haut zeigte. Die ursprüngliche Idee zu Creme 21 ist Ende der 1960er Jahre vor dem Hintergrund des Wandels der bestehenden Vertriebswege von Kosmetika entstanden.
Kosmetik- und Pflegeprodukte waren bis dahin nur in Fachgeschäften, das heißt in Drogerien sowie Kauf- und Warenhäusern, erhältlich. Einhergehend mit dem Erstarken der modernen Vertriebsformen des Lebensmittelhandels (Supermärkte/Verbrauchermärkte) rief Henkel 1967 das Projekt „Lebensmitteleinzelhandel-Kosmetik“ ins Leben. Ziel war es, verschiedene Produkte, insbesondere für die Selbstbedienung, zu entwickeln. Dabei entstand die Marke Creme 21.
Die Farbe Orange stand wie der Kunststofftiegel für Modernität. Die Zahl 21, das damalige Volljährigkeitsalter, sollte ausdrücken, dass die Creme für jung und alt, also für die ganze Familie, da ist.
Creme 21 verschwand Mitte der 1980er Jahre vom westdeutschen Markt. Knapp 20 Jahre später erwarb die Unternehmerin Antje Stickel die Marke Creme 21 vom bisherigen Markeninhaber Henkel und gründete die Creme 21 GmbH in Bad Homburg vor der Höhe. In einem kleinen Team schaffte es die Unternehmerin, die Marke erneut am Markt zu positionieren. Zusätzlich kamen weitere Sorten von Creme 21 auf den Markt, wie zum Beispiel Sonnencreme. 
Im Jahr 2020 ging die Marke über an die indische Emami Limited aus Kalkutta.

## Trivia
Nach der Marke benannten sich die deutschsprachige Popband Creme 21 sowie die Creme 21 Youngtimer Rallye. Bei letzterer trat der damalige Markeninhaber Creme 21 GmbH als Sponsor auf.